# Gräsvikens kapell, Helsingfors
Gräsvikens kapell (finska: Ruoholahden kappeli) är en kyrka i Helsingfors. Den planerades av Gullichsen-Vormala Arkitekter Kb, och blev klar år 1999. Den används av Tuomiokirkkoseurakunta.